# Standard Bank Centre
El Standard Bank Centre es un rascacielos en el Distrito Central de Negocios de Johannesburgo, Sudáfrica. La construcción del edificio comenzó en 1968 y se completó en 1970. Tiene 139 metros de altura. El edificio fue construido de arriba hacia abajo, lo que significa que después de que se construyera el núcleo central, los pisos fueron suspendidos desde vigas en voladizo construyéndose los pisos superiores seguidos del piso inmediatamente inferior.